# Martin Okrusch
Martin Okrusch (* 3. Dezember 1934 in Guben) ist ein deutscher Mineraloge und Petrologe.
Martin Okrusch war 1945 Schüler der Schulgemeinde Wickersdorf bei Saalfeld/Saale im Thüringer Wald und wechselte von dort zur Schule in Guben. Von dort ging er 1953 nach West-Berlin, nachdem er aus politischen Gründen vom Abitur ausgeschlossen worden war. Er studierte ab 1954 Geowissenschaften an der FU Berlin und ab 1956 Mineralogie (mit Geologie und Physikalischer Chemie als Nebenfächern) an der Universität Würzburg. 1961 wurde er promoviert und 1968 habilitierte er sich in Würzburg, wo er ab 1962 Assistent am Mineralogischen Institut war. Nach einem Forschungsaufenthalt 1968/69 an der University of California, Berkeley (als Stipendiat der Deutschen Forschungsgemeinschaft und danach als Visiting Assistant Professor) war er ab 1970 Professor an der Universität Köln und ab 1972 ordentlicher Professor und Direktor des Mineralogisch-Petrographischen Instituts der TU Braunschweig. Ab 1982 war er Professor und Direktor des Instituts für Mineralogie und Kristallstrukturlehre an der Universität Würzburg. 1982/83 und 1986 war er dort Dekan der Fakultät für Geowissenschaften. 1996 bis 2000 war er Sprecher des Graduiertenkollegs Geowissenschaftliche Gemeinschaftsforschung in Afrika. 2000 emeritierte er, ist aber weiter in der Forschung aktiv.
Er befasst sich mit der Petrologie und Geochemie metamorpher und magmatischer Gesteine und von Erzlagerstätten. Zusammen mit Siegfried Matthes (1913–1999) verfasste er ein Lehrbuch der Mineralogie.
Regionale Schwerpunkte seiner Forschung waren die Helleniden (Kykladen, Samos, Kreta) in Griechenland, Namibia (Damara Orogen, Kaoko-Gürtel) und die mitteldeutsche Kristallinschwelle (Spessart, Odenwald, Frankenwald, Oberpfälzer Wald, ostbayerisches Grundgebirge). Er war am Kontinentalen Tiefbohrprogramm bei der Erforschung der kristallinen Grundgebirge Bayerns beteiligt.
2008 erhielt er die Abraham-Gottlob-Werner-Medaille der Deutschen Mineralogischen Gesellschaft, deren Vorsitzender er 1988/89 war. 1994 erhielt er die Friedrich Schiller Medaille der Universität Jena. 2004 wurde er Fellow der Geological Society of South Africa. 2015 wurde er Ehrenmitglied der Deutschen Mineralogischen Gesellschaft.
Das Mineral Okruschit wurde ihm zu Ehren benannt (durch Joachim Lorenz u. a.).

## Schriften
- mit Klaus-Peter Kelber: Die geologische Erforschung und Kartierung des Würzburger Stadtgebietes von den Anfängen bis 1925. Mainfränkische Hefte, 105, Würzburg 2006, S. 71–115
- mit Siegfried Matthes: Mineralogie. Eine Einführung in die spezielle Mineralogie, Petrologie und Lagerstättenkunde, Springer Verlag, 8. Auflage 2009
- mit Joachim Lorenz, Gerd Geyer: Spessart, Sammlung Geologischer Führer, Band 106, Borntraeger Verlag 2011